# Village Roadshow Studios
Les Village Roadshow Studios sont des studios de tournage de cinéma et de télévision appartenant à l'entreprise Village Roadshow. Ils sont situés à Oxenford (en), dans la banlieue de Gold Coast et les studios ont été inaugurés en juin 1991. De nombreuses émissions et séries ont été et sont enregistrées dans ces studios.
C'est l'un des trois principaux studios de cinéma australiens, les deux autres étant les Fox Studios Australia (Sydney) et les Docklands Studios (Melbourne).
Les studios ont accueilli de nombreux films, téléfilms, séries télévisées et mini-séries. Les productions récentes incluent Aquaman, San Andreas, Le Monde de Narnia : L'Odyssée du Passeur d'Aurore, Scooby-Doo, La Maison de cire, Le Vaisseau de l'angoisse ou encore Thor : Ragnarok.

## Tournages
Sauf indication contraire, les informations mentionnées dans cette section peuvent être confirmées par la base de données cinématographiques IMDb,  présente dans la section « Liens externes ».

### Films
- 1992 : Fortress
- 1995 : Le Fantôme du Bengale (The Phantom)
- 1999 : Pitch Black
- 2000 : Crocodile Dundee 3 (Crocodile Dundee in Los Angeles)
- 2001 : Scooby-Doo
- 2002 : Le Vaisseau de l'angoisse (Ghost Ship)
- 2003 : Peter Pan
- 2004 : The Marine
- 2005 : La Maison de cire (House of Wax)
- 2006 : Aquamarine
- 2006 : See No Evil
- 2007 : The Condemned
- 2008 : L'Amour de l'or (Fool's Gold)
- 2008 : L'Île de Nim (Nim's Island)
- 2008 : Les Ruines (The Ruins)
- 2009 : La Belle et la Bête (Beauty and the Beast)
- 2009 : Daybreakers
- 2009 : Triangle
- 2010 : Le Monde de Narnia : L'Odyssée du Passeur d'Aurore (The Chronicles of Narnia: The Voyage of the Dawn Treader)
- 2010 : La Prophétie de l'anneau (The Lovers)
- 2011 : Sanctum
- 2012 : Bait (Bait 3D)
- 2012 : Les Voies du destin (The Railway Man)
- 2013 : L'Île de Nim 2 (Return to Nim's Island)
- 2014 : Invincible (Unbroken)
- 2014 : Pirates des Caraïbes : La Vengeance de Salazar (Pirates of the Caribbean: Dead Men Tell No Tales)
- 2015 : The Fear of Darkness
- 2015 : San Andreas
- 2015 : StalkHer (en)
- 2015 : Instinct de survie (The Shallows)
- 2015 : 7 Guardians of the Tomb
- 2015 : Kong: Skull Island
- 2016 : Thor: Ragnarok
- 2016 : Jungle
- 2017 : Aquaman
- 2018 : Danger Close: The Battle of Long Tan (en)
- 2018 : Godzilla vs Kong
- 2018 : Dora et la Cité perdue (Dora and the Lost City of Gold)
- 2020 : Elvis
- 2022 : Treize Vies

### Télévision
- 1991 : Animal Park (téléfilm)
- 1993-1994 : Paradise Beach
- 1993 : Irresistible Force (en) (téléfilm)
- 1994 : Trapped in Space (téléfilm)
- 1995-1996 : Space 2063 (Space: Above and Beyond)
- 1995-2000 : Les Nouvelles Aventures de Flipper le dauphin (Flipper)
- 1997 : Vingt Mille Lieues sous les mers (20,000 Leagues Under the Sea)
- 1999 : Sabrina sens dessus-dessous (en) (Sabrina Down Under, téléfilm)
- 1999-2002 : Le Monde perdu (The Lost World)
- 2003 : Sirènes (Mermaids, téléfilm)
- 2006-2010 : H2O (H2O: Just Add Water)
- 2007 : Starter Wife (The Starter Wife)
- 2007-2011 : Sea Patrol
- 2007-2008 : Animalia
- 2009 : Australia's Funniest Home Videos (en) (téléréalité)
- 2011 : Terra Nova
- 2013 : Reef Doctors
- 2015 : Les Sirènes de Mako (Mako: Island of Secrets)
- 2018 : Reef Break